# آب‌جوی پهلوخاکستری
آب‌جوی پهلوخاکستری (نام علمی: Cinclodes oustaleti)، که در گذشته با نام آب‌جوی اوستلیت (Oustalet's cinclodes) شناخته می‌شد، گونه‌ای از پرندگان در زیرخانواده Furnariinae از خانواده تنورمرغان (Furnariidae) است که در آرژانتین و شیلی یافت می‌شود.